# Эрик V (король Дании)

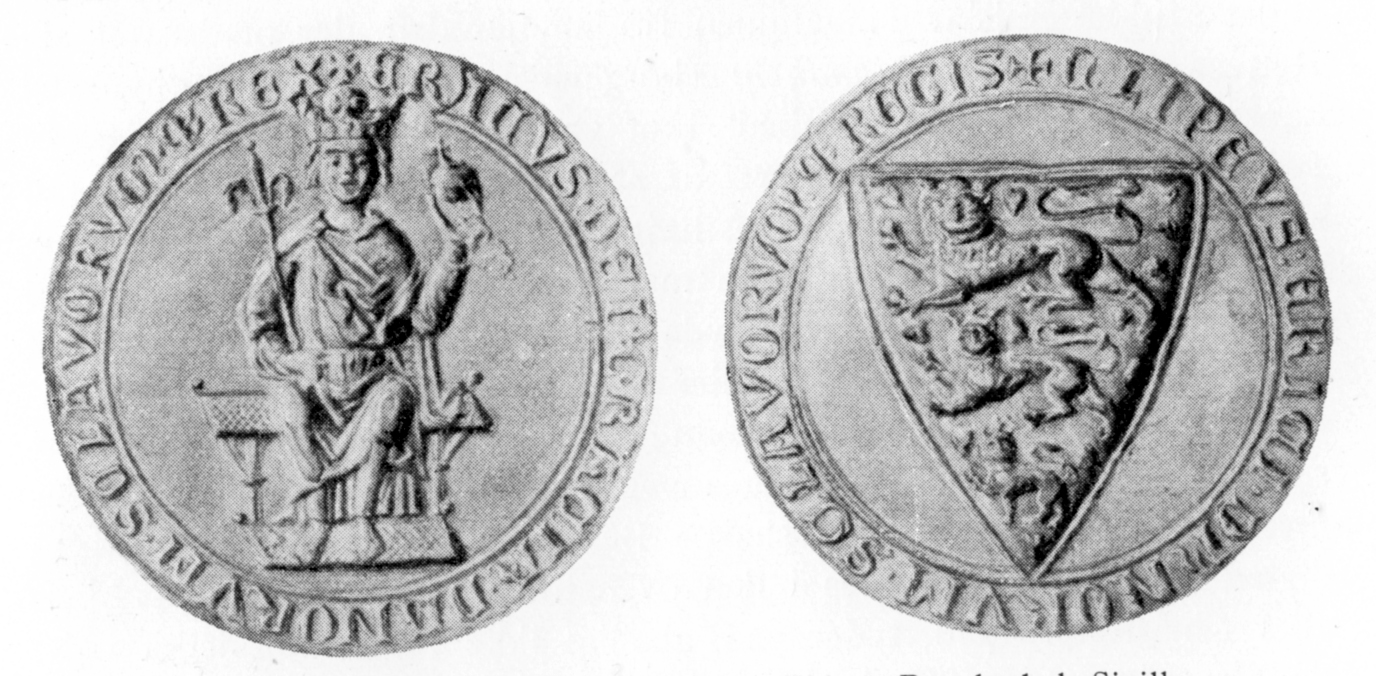
Печать Эрика V

Эрик V Клиппинг (или Глиппинг) (дат. Erik 5. Klipping, 1249 — 22 ноября 1286, Финдеруп, близ Виборга) — король Дании с 1259 года до своей смерти. Сын датского короля Кристофера I и Маргариты Померанской.

## Борьба за трон
До 1264 года управлял под покровительством матери, вдовствующей королевы Маргариты Померанской. 
Однако в начале 1260-х возникла тревожная ситуация на южном побережье Балтийского моря. В 1261 году армия короля была разбита объединёнными силами графств Шлезвига и Гольштейна под руководством прелата Якоба Эрландсена, с которым конфликтовал ещё отец Эрика. Эрик и его мать были захвачены в плен. В период 1261—1262 гг. молодой король находился в заключении в Гольштейне, позже его перевезли в Бранденбург. В 1264 году он был освобождён при вмешательстве римского папы и немецких князей.
Непрекращающаяся борьба между Эриком и его сторонниками с одной стороны и семьёй прежнего короля Абеля с другой вынудила королеву Маргариту написать письмо римскому папе Урбану IV (ок. 1262/1263) с просьбой позволить женщине наследовать датский престол, таким образом дав шанс одной из сестёр Эрика стать правящей королевой Дании в случае смерти молодого короля (на тот момент у него не было детей). Римский папа, по-видимому, согласился, но подобный сценарий не был реализован — престол унаследовал сын Эрик, названный в честь дяди Эрика IV.
Эрик пытался навязать свою власть церкви и знати. Конфликт с дворянством разрешился удачно для Эрика. После смерти своего двоюродного брата, герцога Шлезвига, в 1272 году Эрик получил контроль над Шлезвигом, а в 1276 году вопреки позиции магнатов, объявил преемником своего сына Эрика. 
Однако в 1282 году он вынужден принять соглашение, которое ограничило его власть (дат. Håndfæstning — своего рода датская Великая хартия вольностей). Хартия обязывала короля созывать ежегодное собрание знати и высшего духовенства, защищала дворян от необоснованного заключения в тюрьмы.
В 1270-х годах напал на Смоланд, что было частью конфликта между королем Швеции Магнусом I Ладулосом и его братом Вальдемаром I Биргерссоном, причем последний в 1275 году лишился шведского трона и бежал в Данию.

## Убийство Эрика

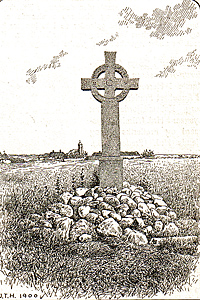
Мемориальный крест на месте гибели Эрика V

Эрик был убит 22 ноября 1286 года. Многие могущественные дворяне во главе с маршалом Стигом Андерсеном Хвидом были объявлены вне закона. Действительно ли они имели какое-либо отношение к убийству в маленькой деревне Финнеруп (дат. Finderup) около Виборга, до сих пор неясно. 
Смерть короля означала, что они потеряли почти всю власть и влияние, которые им даровала хартия 1282 года, так как новый король не был связан этим соглашением. Убийство Эрика, который был заколот во сне, — средневековая тайна, которая так и не была разгадана. Некоторые историки указывали на герцога южной Ютландии как на возможного убийцу, но доказательства этой версии так и не были обнаружены.

## Прозвище короля
Происхождение прозвища короля «Клиппинг» (или «Глиппинг») спорно. Самая распространённая версия — прозвище означало средневековую монету, которая стала «подрезанной» и сократилась при девальвации. Прежнее популярное объяснение в том, что Эрик часто мигал (дат. glippe), теперь не считается общепринятым.

## Браки и дети
В 1273 году женился на Агнессе Бранденбургской (нем. Agnes von Brandenburg, 1257 — 29 сентября 1304) — дочери маркграфа Бранденбургского Иоганна I. 
Дети:
- Эрик (Erik, 1274 — 13 ноября 1319) — король Дании Эрик VI;
- Кристоффер (Christoffer, 1276 — 2 августа 1332) — король Дании Кристофер II;
- Вальдемар (Valdemar, ум. 1304);
- Рикица (Richiza, ум. 27 октября 1308);
- Маргрете (Margrete, ум. 2 марта 1341) — жена шведского короля Биргера Магнуссона;
- Катарине (Katarine, 1278—1283);
- Элисабет (Elisabet, 1280—1283).